# Cesare Robaldo
Cesare Robaldo (ur. 24 maja 1896 w Gorzegno, zm. 31 maja 1977 w Rzymie) – włoski paulista, współzałożyciel (z ks. Domenico Raviną) polskiej prowincji Towarzystwa Świętego Pawła.
W 1914 roku w seminarium duchownym w Albie dostąpił obłóczyn. Rok później został wysłany na front podczas I wojny światowej, powrócił z niej w roku 1920. 12 lipca 1920 roku wstąpił do Towarzystwa Świętego Pawła, 5 października 1921 złożył pierwsze śluby zakonne, a 29 czerwca 1923 roku przyjął święcenia kapłańskie. Na polecenie ks. Jakuba Alberione 14 listopada 1934 wraz z ks. Domenico Raviną przybył do Polski z misją stworzenia polskiej prowincji Towarzystwa Świętego Pawła. Zmarł 31 maja 1977 w Rzymie.